# Temporada 2014 de GP3 Series
La temporada 2014 de GP3 Series fue la quinta temporada del campeonato de GP3 Series. La serie continúa utilizando los neumáticos suministrados por Pirelli.

## Escuderías y pilotos
Los siguientes equipos fueron confirmados para competir en la temporada 2014.
| Escudería             | N.º | Piloto                  | Rondas   |
| --------------------- | --- | ----------------------- | -------- |
| ART Grand Prix        | 1   | Alex Fontana            | Todas    |
| ART Grand Prix        | 2   | Marvin Kirchhöfer       | Todas    |
| ART Grand Prix        | 3   | Dino Zamparelli         | Todas    |
| Arden International   | 4   | Robert Vișoiu           | Todas    |
| Arden International   | 5   | Patric Niederhauser     | Todas    |
| Arden International   | 6   | Jann Mardenborough      | Todas    |
| Koiranen GP           | 7   | Carmen Jordá            | 1–7      |
| Koiranen GP           | 7   | Dean Stoneman           | 8–9      |
| Koiranen GP           | 8   | Jimmy Eriksson          | Todas    |
| Koiranen GP           | 9   | Santiago Urrutia        | Todas    |
| Carlin                | 10  | Alex Lynn               | Todas    |
| Carlin                | 11  | Emil Bernstorff         | Todas    |
| Carlin                | 12  | Luís Sá Silva           | Todas    |
| Marussia Manor Racing | 14  | Patrick Kujala          | 1–7      |
| Marussia Manor Racing | 15  | Ryan Cullen             | 1–7      |
| Marussia Manor Racing | 16  | Dean Stoneman           | 1–7      |
| Hilmer Motorsport     | 17  | Ivan Taranov            | 1        |
| Hilmer Motorsport     | 17  | Nikolay Martsenko       | 2, 8     |
| Hilmer Motorsport     | 17  | Sebastian Balthasar     | 3–7      |
| Hilmer Motorsport     | 18  | Nelson Mason            | Todas    |
| Hilmer Motorsport     | 19  | Beitske Visser          | 1        |
| Hilmer Motorsport     | 19  | Riccardo Agostini       | 2–9      |
| Jenzer Motorsport     | 20  | Pål Varhaug             | Todas    |
| Jenzer Motorsport     | 21  | Mathéo Tuscher          | Todas    |
| Jenzer Motorsport     | 22  | Adderly Fong            | 1–4      |
| Jenzer Motorsport     | 22  | Christopher Höher       | 5        |
| Jenzer Motorsport     | 22  | Kevin Ceccon            | 6–9      |
| Trident               | 23  | Victor Carbone          | 1–4      |
| Trident               | 23  | Konstantin Tereshchenko | 6        |
| Trident               | 23  | Luca Ghiotto            | 7        |
| Trident               | 23  | Kang Ling               | 9        |
| Trident               | 24  | Roman de Beer           | 1–5      |
| Trident               | 24  | John Bryant-Meisner     | 6–7      |
| Trident               | 24  | Patrick Kujala          | 8        |
| Trident               | 24  | Ryan Cullen             | 9        |
| Trident               | 25  | Denis Nagulin           | 1        |
| Trident               | 25  | Mitchell Gilbert        | 3–5, 7–8 |
| Trident               | 25  | Luca Ghiotto            | 6        |
| Trident               | 25  | Patrick Kujala          | 9        |
| Status Grand Prix     | 26  | Nick Yelloly            | Todas    |
| Status Grand Prix     | 27  | Richie Stanaway         | Todas    |
| Status Grand Prix     | 28  | Alfonso Celis Jr.       | Todas    |

## Calendario
El calendario para el 2014 fue anunciado el 6 de diciembre de 2013. La temporada empezará el 10 de mayo en el Circuito de Cataluña y luego de 9 rondas terminará el 23 de noviembre en Yas Marina.
| Ronda | Ronda | Circuito                                     | País                   | Fecha           |
| ----- | ----- | -------------------------------------------- | ---------------------- | --------------- |
| 1     | L     | Circuito de Barcelona-Cataluña, Barcelona    | España                 | 10 de mayo      |
| 1     | C     | Circuito de Barcelona-Cataluña, Barcelona    | España                 | 11 de mayo      |
| 2     | L     | Red Bull Ring, Spielberg                     | Austria                | 21 de junio     |
| 2     | C     | Red Bull Ring, Spielberg                     | Austria                | 22 de junio     |
| 3     | L     | Circuito de Silverstone, Silverstone         | Reino Unido            | 5 de julio      |
| 3     | C     | Circuito de Silverstone, Silverstone         | Reino Unido            | 6 de julio      |
| 4     | L     | Hockenheimring, Hockenheim                   | Alemania               | 19 de julio     |
| 4     | C     | Hockenheimring, Hockenheim                   | Alemania               | 20 de julio     |
| 5     | L     | Hungaroring, Budapest                        | Hungría                | 26 de julio     |
| 5     | C     | Hungaroring, Budapest                        | Hungría                | 27 de julio     |
| 6     | L     | Circuito de Spa-Francorchamps, Francorchamps | Bélgica                | 23 de agosto    |
| 6     | C     | Circuito de Spa-Francorchamps, Francorchamps | Bélgica                | 24 de agosto    |
| 7     | L     | Autodromo Nazionale di Monza, Monza          | Italia                 | 6 de septiembre |
| 7     | C     | Autodromo Nazionale di Monza, Monza          | Italia                 | 7 de septiembre |
| 8     | L     | Autódromo de Sochi, Sochi                    | Rusia                  | 11 de octubre   |
| 8     | C     | Autódromo de Sochi, Sochi                    | Rusia                  | 12 de octubre   |
| 9     | L     | Circuito Yas Marina, Abu Dabi                | Emiratos Árabes Unidos | 22 de noviembre |
| 9     | C     | Circuito Yas Marina, Abu Dabi                | Emiratos Árabes Unidos | 23 de noviembre |

## Resultados

### Temporada
| Ronda | Ronda | Ronda             | Pole Position     | Vuelta rápida       | Piloto ganador      | Escudería ganadora    |
| ----- | ----- | ----------------- | ----------------- | ------------------- | ------------------- | --------------------- |
| 1     | L     | Barcelona         | Alex Lynn         | Alex Lynn           | Alex Lynn           | Carlin                |
| 1     | C     | Barcelona         |                   | Patric Niederhauser | Dean Stoneman       | Marussia Manor Racing |
| 2     | L     | Spielberg         | Alex Lynn         | Alex Lynn           | Alex Lynn           | Carlin                |
| 2     | C     | Spielberg         |                   | Emil Bernstorff     | Emil Bernstorff     | Carlin                |
| 3     | L     | Silverstone       | Jimmy Eriksson    | Alex Lynn           | Jimmy Eriksson      | Koiranen GP           |
| 3     | C     | Silverstone       |                   | Richie Stanaway     | Richie Stanaway     | Status Grand Prix     |
| 4     | L     | Hockenheim        | Marvin Kirchhöfer | Marvin Kirchhöfer   | Marvin Kirchhöfer   | ART Grand Prix        |
| 4     | C     | Hockenheim        |                   | Jann Mardenborough  | Jann Mardenborough  | Arden International   |
| 5     | L     | Budapest          | Richie Stanaway   | Jann Mardenborough  | Richie Stanaway     | Status Grand Prix     |
| 5     | C     | Budapest          |                   | Patric Niederhauser | Patric Niederhauser | Arden International   |
| 6     | L     | Spa-Francorchamps | Luca Ghiotto      | Dean Stoneman       | Dean Stoneman       | Marussia Manor Racing |
| 6     | C     | Spa-Francorchamps |                   | Alex Fontana        | Alex Lynn           | Carlin                |
| 7     | L     | Monza             | Jimmy Eriksson    | Dino Zamparelli     | Jimmy Eriksson      | Koiranen GP           |
| 7     | C     | Monza             |                   | Marvin Kirchhöfer   | Dean Stoneman       | Marussia Manor Racing |
| 8     | L     | Sochi             | Dean Stoneman     | Dean Stoneman       | Dean Stoneman       | Koiranen GP           |
| 8     | C     | Sochi             |                   | Marvin Kirchhöfer   | Patric Niederhauser | Arden International   |
| 9     | L     | Yas Marina        | Marvin Kirchhöfer | Marvin Kirchhöfer   | Dean Stoneman       | Koiranen GP           |
| 9     | C     | Yas Marina        |                   | Dino Zamparelli     | Nick Yelloly        | Status Grand Prix     |

## Clasificaciones

### Sistema de puntuación
Los puntos se otorgaron a los 10 primeros clasificados en la carrera larga, y a los primeros 8 clasificados en la carrera corta. El piloto que logró la pole position en la carrera principal también recibió cuatro puntos y dos puntos fueron entregados al piloto que marcó la vuelta rápida entre los diez primeros, tanto en la carrera larga como en la corta. No hubo puntos extras otorgados a la pole en la carrera corta.
Puntos de carrera larga
| Posición | 1º | 2º | 3º | 4º | 5º | 6º | 7º | 8º | 9º | 10º | Pole | VR |
| Puntos   | 25 | 18 | 15 | 12 | 10 | 8  | 6  | 4  | 2  | 1   | 4    | 2  |

Puntos de carrera corta
Los puntos se otorgarán a los primeros 8 clasificados.
| Posición | 1º | 2º | 3º | 4º | 5º | 6º | 7º | 8º | VR |
| Puntos   | 15 | 12 | 10 | 8  | 6  | 4  | 2  | 1  | 2  |

### Campeonato de Pilotos
| Pos | Piloto                  | BAR | BAR | SPI | SPI | SIL | SIL | HOC | HOC | BUD | BUD | SPA | SPA | MNZ | MNZ | SOC | SOC | YMC | YMC | Puntos |
| --- | ----------------------- | --- | --- | --- | --- | --- | --- | --- | --- | --- | --- | --- | --- | --- | --- | --- | --- | --- | --- | ------ |
| 1   | Alex Lynn               | 1   | 18  | 1   | 20  | 2   | 6   | 2   | 3   | 4   | 4   | 8   | 1   | 6   | 2   | 7   | 5   | 5   | 2   | 207    |
| 2   | Dean Stoneman           | 7   | 1   | Ret | 10  | 10  | 18† | 5   | 4   | 9   | 8   | 1   | 9   | 5   | 1   | 1   | 2   | 1   | Ret | 163    |
| 3   | Marvin Kirchhöfer       | 5   | 5   | 5   | DNS | 3   | 4   | 1   | Ret | 11  | 9   | DNS | 17  | 3   | 3   | 2   | 3   | 2   | 11  | 161    |
| 4   | Jimmy Eriksson          | 2   | 6   | 3   | 2   | 1   | Ret | 7   | 15  | 10  | 16  | Ret | 19  | 1   | 8   | 4   | 16  | 10  | 5   | 134    |
| 5   | Emil Bernstorff         | Ret | 8   | 2   | 1   | 4   | 3   | 3   | Ret | 5   | 7   | 9   | 6   | 4   | 4   | Ret | 8   | 4   | 3   | 134    |
| 6   | Nick Yelloly            | 9   | 7   | 7   | 5   | 5   | 2   | 4   | 5   | 2   | 11  | 3   | 5   | 10  | 5   | 9   | 6   | 8   | 1   | 127    |
| 7   | Dino Zamparelli         | 6   | 3   | 15  | 8   | 8   | 7   | 6   | 2   | 8   | 2   | 2   | 7   | 2   | 9   | 18  | 13  | 3   | 4   | 126    |
| 8   | Richie Stanaway         | 3   | 4   | 4   | 3   | 7   | 1   | 13  | 7   | 1   | 6   | 7   | 2   | 9   | Ret | 12  | Ret | 12  | 7   | 125    |
| 9   | Jann Mardenborough      | 14  | 14  | 11  | Ret | 9   | 15  | 8   | 1   | 7   | 3   | 4   | 4   | 11  | Ret | 6   | 4   | 13  | Ret | 77     |
| 10  | Patric Niederhauser     | 10  | 9   | 10  | 6   | 13  | Ret | 12  | 6   | 6   | 1   | Ret | Ret | 13  | 19  | 8   | 1   | 7   | DSQ | 62     |
| 11  | Alex Fontana            | 11  | 19  | Ret | 17  | 15  | Ret | 11  | 13  | 14  | 13  | 6   | 3   | Ret | 10  | 3   | Ret | 6   | 15  | 43     |
| 12  | Mathéo Tuscher          | 8   | 2   | 6   | Ret | 14  | 8   | 18  | 11  | 22  | 15  | Ret | 16  | 8   | Ret | Ret | 11  | Ret | 10  | 29     |
| 13  | Robert Vișoiu           | 13  | 11  | Ret | 14  | 20  | 13  | 10  | 9   | 3   | 5   | Ret | 20  | 19  | 14  | Ret | 10  | 15  | 8   | 23     |
| 14  | Patrick Kujala          | 4   | Ret | 9   | 7   | 12  | Ret | 25† | 16  | 13  | 10  | Ret | 21  | 7   | Ret | 13  | 9   | Ret | 14  | 22     |
| 15  | Kevin Ceccon            |     |     |     |     |     |     |     |     |     |     | 11  | 11  | 12  | 6   | 5   | Ret | 9   | 6   | 20     |
| 16  | Riccardo Agostini       |     |     | Ret | 11  | 6   | 5   | 9   | 8   | 18  | 19  | 10  | 12  | 15  | 12  | 11  | Ret | 18  | 13  | 18     |
| 17  | Pål Varhaug             | 12  | Ret | 13  | 9   | 11  | Ret | 19  | Ret | 21  | 14  | 5   | 8   | Ret | 11  | 10  | Ret | 14  | 9   | 12     |
| 18  | Roman de Beer           | Ret | DSQ | 12  | 4   | 17  | 16  | 21  | 17  | 15  | 12  |     |     |     |     |     |     |     |     | 8      |
| 19  | Luís Sá Silva           | 16  | 10  | 8   | 22  | 18  | 9   | 17  | 10  | 17  | 18  | 16  | 23† | 14  | 7   | 17  | 15  | Ret | 17  | 6      |
| 20  | Luca Ghiotto            |     |     |     |     |     |     |     |     |     |     | 18  | 14  | 21  | 13  |     |     |     |     | 4      |
| 21  | Alfonso Celis, Jr.      | 18  | Ret | Ret | 19  | 16  | 10  | Ret | 23† | 16  | 22  | 12  | 15  | 16  | Ret | 16  | 7   | 16  | Ret | 2      |
| 22  | Nelson Mason            | 17  | Ret | 14  | 16  | 25  | 12  | 16  | 14  | 19  | 20  | 15  | 10  | Ret | 18  | 15  | DNS | 17  | 18† | 0      |
| 23  | Santiago Urrutia        | 21  | 13  | 16  | 12  | Ret | 14  | 22  | 18  | 12  | Ret | 13  | 18  | Ret | 15  | 14  | 12  | 11  | 12  | 0      |
| 24  | Adderly Fong            | Ret | 12  | Ret | 15  | 21  | 11  | 15  | 12  |     |     |     |     |     |     |     |     |     |     | 0      |
| 25  | Ryan Cullen             | 15  | 16  | 17  | 13  | 19  | Ret | 20  | 19  | 24  | 21  | 14  | 13  | Ret | 16  |     |     | 19  | Ret | 0      |
| 26  | Mitchell Gilbert        |     |     |     |     | DNS | DNS | 14  | Ret | 20  | 24  |     |     | 18  | 20  | 20  | 14  |     |     | 0      |
| 27  | Beitske Visser          | 19  | 15  |     |     |     |     |     |     |     |     |     |     |     |     |     |     |     |     | 0      |
| 28  | Kang Ling               |     |     |     |     |     |     |     |     |     |     |     |     |     |     |     |     | 20  | 16  | 0      |
| 29  | Carmen Jordá            | Ret | Ret | 20  | 21  | 24  | 17  | Ret | 22  | 25  | 25  | 17  | Ret | 20  | 21  |     |     |     |     | 0      |
| 30  | John Bryant-Meisner     |     |     |     |     |     |     |     |     |     |     | 20† | 22  | 17  | 17  |     |     |     |     | 0      |
| 31  | Victor Carbone          | Ret | 17  | 18  | 18  | 23  | Ret | 23  | 20  |     |     |     |     |     |     |     |     |     |     | 0      |
| 32  | Sebastian Balthasar     |     |     |     |     | 22  | Ret | 24  | 21  | Ret | 17  | 19† | DNS | Ret | DNS |     |     |     |     | 0      |
| 33  | Nikolay Martsenko       |     |     | 19  | DNS |     |     |     |     |     |     |     |     |     |     | 19  | Ret |     |     | 0      |
| 34  | Ivan Taranov            | 22† | 20  |     |     |     |     |     |     |     |     |     |     |     |     |     |     |     |     | 0      |
| 35  | Denis Nagulin           | 20  | Ret |     |     |     |     |     |     |     |     |     |     |     |     |     |     |     |     | 0      |
| 36  | Christopher Höher       |     |     |     |     |     |     |     |     | 23  | 23  |     |     |     |     |     |     |     |     | 0      |
| NC  | Konstantin Tereshchenko |     |     |     |     |     |     |     |     |     |     | DNS | DNS |     |     |     |     |     |     | 0      |
| Pos | Piloto                  | BAR | BAR | SPI | SPI | SIL | SIL | HOC | HOC | BUD | BUD | SPA | SPA | MNZ | MNZ | SOC | SOC | YMC | YMC | Puntos |

| Color     | Resultado              |
| --------- | ---------------------- |
| Oro       | Ganador                |
| Plata     | 2.ª plaza              |
| Bronce    | 3.ª plaza              |
| Verde     | Finalizó en los puntos |
| Azul      | Finalizó sin puntos    |
| Azul      | NC - No clasificado    |
| Violeta   | Ret - No terminó       |
| Rojo      | DNQ - No se clasificó  |
| Negro     | DSQ - Descalificado    |
| Blanco    | DNS - No empezó        |
| Blanco    | WD - Retirado          |
| Blanco    | C - Carrera cancelada  |
| Sin color | DNP - No participó     |
| Sin color | INJ - Lesionado        |
| Sin color | EX - Excluido          |

| Estado  | Resultado |
| ------- | --- |
| Negrita | Pole position |
| Cursiva | Vuelta rápida puntuable, el piloto cumplió los requisitos para ser bonificado con uno o más puntos por lograr la vuelta rápida |
| †       | Abandona, pero clasifica al completar el porcentaje requerido para ello                                                        |

### Campeonato de Escuderías
| Pos | Escudería             | No. | BAR | BAR | SPI | SPI | SIL | SIL | HOC | HOC | BUD | BUD | SPA | SPA | MNZ | MNZ | SOC | SOC | YMC | YMC | Puntos |
| --- | --------------------- | --- | --- | --- | --- | --- | --- | --- | --- | --- | --- | --- | --- | --- | --- | --- | --- | --- | --- | --- | ------ |
| 1   | Carlin                | 10  | 1   | 18  | 1   | 20  | 2   | 6   | 2   | 3   | 4   | 4   | 8   | 1   | 6   | 2   | 7   | 5   | 5   | 2   | 347    |
| 1   | Carlin                | 11  | Ret | 8   | 2   | 1   | 4   | 3   | 3   | Ret | 5   | 7   | 9   | 6   | 4   | 4   | Ret | 8   | 4   | 3   | 347    |
| 1   | Carlin                | 12  | 16  | 10  | 8   | 22  | 18  | 9   | 17  | 10  | 17  | 18  | 16  | 23† | 14  | 7   | 17  | 15  | Ret | 17  | 347    |
| 2   | ART Grand Prix        | 1   | 11  | 19  | Ret | 17  | 15  | Ret | 11  | 13  | 14  | 13  | 6   | 3   | Ret | 10  | 3   | Ret | 6   | 15  | 330    |
| 2   | ART Grand Prix        | 2   | 5   | 5   | 5   | DNS | 3   | 4   | 1   | Ret | 11  | 9   | DNS | 17  | 3   | 3   | 2   | 3   | 2   | 11  | 330    |
| 2   | ART Grand Prix        | 3   | 6   | 3   | 15  | 8   | 8   | 7   | 6   | 2   | 8   | 2   | 2   | 7   | 2   | 9   | 18  | 13  | 3   | 4   | 330    |
| 3   | Status Grand Prix     | 26  | 9   | 7   | 7   | 5   | 5   | 2   | 4   | 5   | 2   | 11  | 3   | 5   | 10  | 5   | 9   | 6   | 8   | 1   | 254    |
| 3   | Status Grand Prix     | 27  | 3   | 4   | 4   | 3   | 7   | 1   | 13  | 7   | 1   | 6   | 7   | 2   | 9   | Ret | 12  | Ret | 12  | 7   | 254    |
| 3   | Status Grand Prix     | 28  | 18  | Ret | Ret | 19  | 16  | 10  | Ret | 23† | 16  | 22  | 12  | 15  | 16  | Ret | 16  | 7   | 16  | Ret | 254    |
| 4   | Koiranen GP           | 7   | Ret | Ret | 20  | 21  | 24  | 17  | Ret | 22  | 25  | 25  | 17  | Ret | 20  | 21  | 1   | 2   | 1   | Ret | 202    |
| 4   | Koiranen GP           | 8   | 2   | 6   | 3   | 2   | 1   | Ret | 7   | 15  | 10  | 16  | Ret | 19  | 1   | 8   | 4   | 16  | 10  | 5   | 202    |
| 4   | Koiranen GP           | 9   | 21  | 13  | 16  | 12  | Ret | 14  | 22  | 18  | 12  | Ret | 13  | 18  | Ret | 15  | 14  | 12  | 11  | 12  | 202    |
| 5   | Arden International   | 4   | 13  | 11  | Ret | 14  | 20  | 13  | 10  | 9   | 3   | 5   | Ret | 20  | 19  | 14  | Ret | 10  | 15  | 8   | 162    |
| 5   | Arden International   | 5   | 10  | 9   | 10  | 6   | 13  | Ret | 12  | 6   | 6   | 1   | Ret | Ret | 13  | 19  | 8   | 1   | 7   | DSQ | 162    |
| 5   | Arden International   | 6   | 14  | 14  | 11  | Ret | 9   | 15  | 8   | 1   | 7   | 3   | 4   | 4   | 11  | Ret | 6   | 4   | 13  | Ret | 162    |
| 6   | Marussia Manor Racing | 14  | 4   | Ret | 9   | 7   | 12  | Ret | 24† | 16  | 13  | 10  | Ret | 21  | 7   | Ret |     |     |     |     | 117    |
| 6   | Marussia Manor Racing | 15  | 15  | 16  | 17  | 13  | 19  | Ret | 20  | 19  | 24  | 21  | 14  | 13  | Ret | 16  |     |     |     |     | 117    |
| 6   | Marussia Manor Racing | 16  | 7   | 1   | Ret | 10  | 10  | 18† | 5   | 4   | 9   | 8   | 1   | 9   | 5   | 1   |     |     |     |     | 117    |
| 7   | Jenzer Motorsport     | 20  | 12  | Ret | 13  | 9   | 11  | Ret | 19  | Ret | 21  | 14  | 5   | 8   | Ret | 11  | 10  | Ret | 14  | 9   | 61     |
| 7   | Jenzer Motorsport     | 21  | 8   | 2   | 6   | Ret | 14  | 8   | 18  | 11  | 22  | 15  | Ret | 16  | 8   | Ret | Ret | 11  | Ret | 10  | 61     |
| 7   | Jenzer Motorsport     | 22  | Ret | 12  | Ret | 15  | 21  | 11  | 15  | 12  | 23  | 23  | 11  | 11  | 12  | 6   | 5   | Ret | 9   | 6   | 61     |
| 8   | Hilmer Motorsport     | 17  | 22† | 20  | 19  | DNS | 22  | Ret | 24  | 21  | 25  | 25  | 19† | DNS | Ret | DNS | 19  | Ret |     |     | 18     |
| 8   | Hilmer Motorsport     | 18  | 17  | Ret | 14  | 16  | 25  | 12  | 16  | 14  | 23  | 23  | 15  | 10  | Ret | 18  | 15  | DNS | 17  | 18† | 18     |
| 8   | Hilmer Motorsport     | 19  | 19  | 15  | Ret | 11  | 6   | 5   | 9   | 8   | 19  | 18  | 10  | 12  | 15  | 12  | 11  | Ret | 18  | 13  | 18     |
| 9   | Trident               | 23  | Ret | 17  | 18  | 18  | 23  | Ret | 23  | 20  |     |     | DNS | DNS | 21  | 13  |     |     | 20  | 16  | 12     |
| 9   | Trident               | 24  | Ret | DSQ | 12  | 4   | 17  | 16  | 21  | 17  | 15  | 12  | 20† | 22  | 17  | 17  | 13  | 9   | 19  | 15  | 12     |
| 9   | Trident               | 25  | 20  | Ret |     |     | DNS | DNS | 14  | Ret | 20  | 24  | 18  | 14  | 18  | 20  | 20  | 14  | Ret | Ret | 12     |
| Pos | Escudería             | No. | BAR | BAR | SPI | SPI | SIL | SIL | HOC | HOC | BUD | BUD | SPA | SPA | MNZ | MNZ | SOC | SOC | YMC | YMC | Puntos |